# 서울임사부
《서울임사부》(중국어 간체자: 林师傅在首尔, 정체자: 林師傅在首爾, 병음: Lín shī fù zài shǒu ěr 린스푸짜이서우얼[*], 한자음: 림사부재수이)는 2012년 방송되었던 중국의 드라마이다.

## 소개
- 중국 주방장과 한국 여자의 유쾌한 사랑 이야기를 담은 한중 합작드라마

## 등장 인물
- 장서희 - 박선희 역
- 린융젠 - 임비 역
- 쑹단단 - 우모 역
- 리치 (李琦) - 권본창 역
- 쉬둥둥 (徐冬冬) - 최춘애 역
- 우슈보 - 궁본열 역
- 왕요경 - 포금회 역
- 녕단림 (Christina) - 유첩 역
- 장가녕 (Karlina) - 우가녕 역
- 담송운 - 궁금수 역
- 대악악 (代乐乐) - 박선미 역
- 유연성 - 박준남 역